# ФК Локомотив (Мездра)
Вижте пояснителната страница за други значения на Локомотив.
 За другия отбор със същото име вижте ФК Локомотив 1929 (Мездра).  
 За другия отбор със същото име вижте ФК Локомотив 2012 (Мездра).  
ПФК „Локомотив“ (Мездра) е футболен клуб от град Мездра, България.
Основан е през 1945 година, разформиран е през 2012 година. Има 2 участия в А футболна група и 8 място през сезон 2009/10. Негови непреки наследници (само по име) са ФК „Локомотив 1929“, ФК „Локомотив 2012“ и понастоящем Общински ФК „Локомотив“.

## История
Историята на футбола в Мездра датира от 1929 г., когато е основан първият футболен клуб. Името му тогава е „Левски“. След това е преименуван на „Тича“. 
В началото на септември 1945 г. към местното поделение на БДЖ е създаден футболен отбор под името Железничарски спортен клуб (ЖСК), месец по-късно преименуван на "Локомотив". Първата футболна среща на новобразувания отбор е проведена на 9 септември 1945 г., когато в Мездра ЖСК побеждава "Йордан Лютибродски" (Враца) с 4:1.
В периода 1945 – 1959 г. „Локомотив“ (Мездра) се състезава във врачанската ОФГ, а от 1959 до 1965 г. – в зоновите групи.
През лятото на 1965 г. „железничарите“ за пръв път влизат в Северната Б РФГ, където остават до 1972 г. с 1 прекъсване.
През август 1973 г. „Локомотив“, тогава в зона „Мизия“, се обединява с втородивизионния „Металург“ (Елисейна) в „ЖСК-Металург“. Под това име тимът участва 5 сезона в Северната Б група – от 1973 г. до 1978.
През март 1978 г. отборът отново си връща името „Локомотив“. В периода 1979 – 84, през 1993/1994 и в 2005 – 2008 г. тимът е в Б група, а през останалото време участва в Северозападната В група.

## Наименования
- Левски (1929 – 1930)
- Тича (1930 – 1932)
- ЖСК (1945)
- Локомотив (1945 – 1957)
- Динко Петров (1957 – 1963)
- Локомотив (1963 – 1973)
- ЖСК-Металург (1973 – 1978)
- Локомотив (1978 – 2012) (обединява се с „Локомотив 1929“) [2].

## Успехи
- Купа на Аматьорската футболна лига – 2013
- Европейски железничарски шампиони -2003/04 – Албена
- 1 място в Западна Б ФГ – 2007/08
- Албена къп: 2010
- 8 място в А ФГ – 2009/10
- 1/16-финалист за Купата на България – 1993/94 и 2002/03

## Фенове
Феновете на „Локомотив“ (Мездра) са обединение под името „Ултра Мездра“. Организацията съществува от 2012 г. Състои се основно от младежи, които подкрепят клуба в домакинските мачове и в гостуванията.